# أوزفالدو كانوبيو
أوزفالدو كانوبيو (بالإسبانية: Osvaldo Canobbio)‏ هو مدرب كرة قدم ولاعب كرة قدم أوروغواياني في مركز الهجوم، ولد في 17 فبراير 1973 في مونتيفيديو في الأوروغواي. شارك مع منتخب الأوروغواي لكرة القدم. أما مع النوادي، فقد لعب مع تاليريس كوردوبا وديبورتيفو إسبانول وريفر بليت ونادي راسينغ ونادي ليفربول وناسيونال مونتيفيديو ونيولز أولد بويز وهوراكان.

## وصلات خارجية
- أوزفالدو كانوبيو على موقع الاتحاد الدولي (مؤرشف)  (الإنجليزية)
- أوزفالدو كانوبيو على موقع قاعدة بيانات كرة القدم.إي يو (الإنجليزية)
- أوزفالدو كانوبيو على موقع ناشيونال فوتبول تيمز (الإنجليزية)